# Загоризонтна радіолокаційна станція «Дуга»

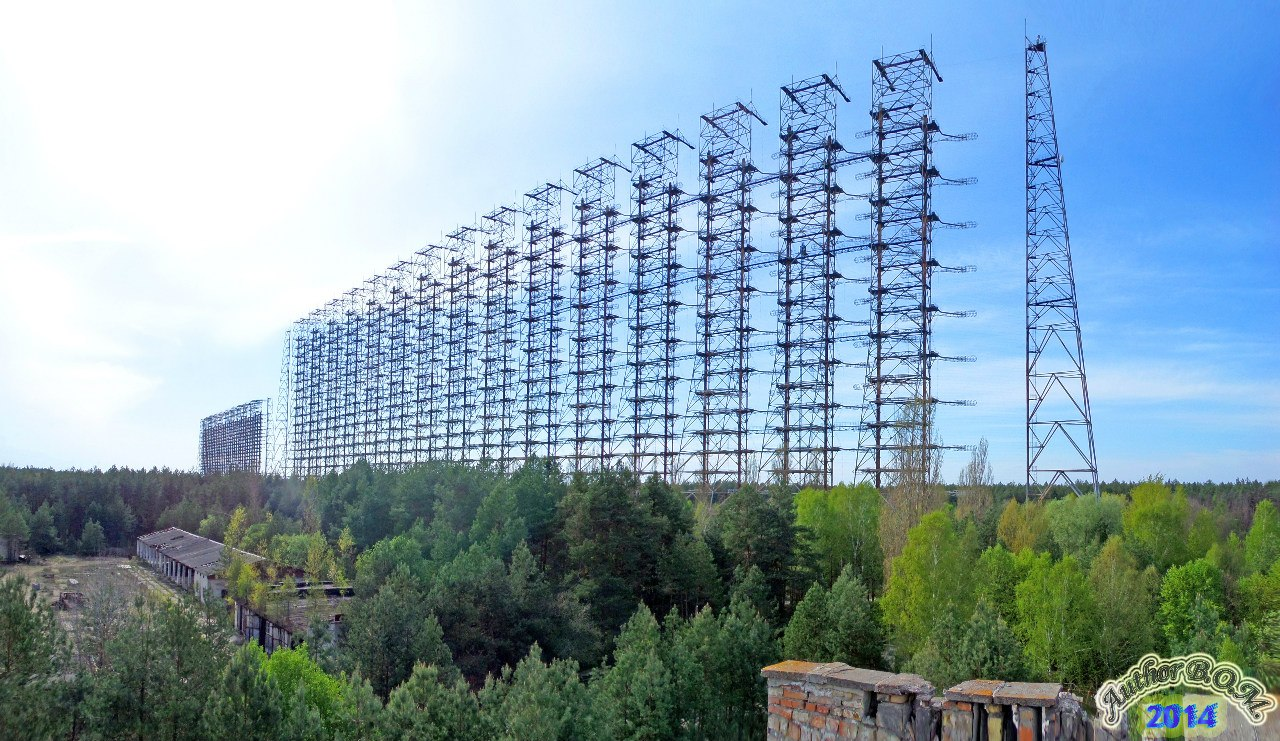
Панорама комплексу приймальних антен, сучасний вигляд. Об'єкт (місто) Чорнобиль-2

Загоризонтна радіолокаційна станція «Дуга 2» (індекс: 5Н32) — радянська загоризонтна радіолокаційна станція для раннього виявлення запусків міжконтинентальних балістичних ракет.

## Опис системи
Вона випромінювала сигнал, який міг бути почутий короткохвильовими радіоприймачами в усьому світі в період між липнем 1976 і груднем 1989. Це було схоже на різкий, повторюваний шум на частоті 10 Гц, що призвело до появи назви «Дятел». Випадкова частота стрибків порушувала мовлення радіоаматорів, громадські передачі, і в результаті надходили тисячі скарг з боку багатьох країн світу.
Сигнал приходив з-за обрію, і тривалий час вважалося, що це загоризонтний радар Протиповітряної системи. Ця теорія була публічно підтверджена після падіння Радянського Союзу, і в наші дні відомо, що станція «Дуга», входила до складу мережі радянської ПРО раннього попередження про ракетний напад. Це було відомо завдяки військовій розвідці НАТО, яка добре знала це весь час. Станція системи Дуга була сфотографована і отримала ім'я в звітності НАТО — Стіл Ярд.
Відомо як мінімум три такі станції:
- У Комсомольську-на-Амурі (50°23′07.98″ пн. ш. 137°19′41.87″ сх. д. / 50.3855500° пн. ш. 137.3282972° сх. д.). Призначалася тільки для приймання сигналу. Знята з бойового чергування 14 листопада 1989. Демонтована на прикінці 90-х.
- У районі Чорнобиля (об'єкт Чорнобиль 2) (51°18′19.06″ пн. ш. 30°03′57.35″ сх. д. / 51.3052944° пн. ш. 30.0659306° сх. д.). Після модернізації в 1985–1986 роках не пройшла держвипробування. Зупинено 26 квітня 1986 у зв'язку з аварією на ЧАЕС. Частину устаткування демонтовано і перевезено до Комсомольська-на-Амурі.
- Експериментальна установка біля Миколаєва (47°02′28.33″ пн. ш. 32°11′57.29″ сх. д. / 47.0412028° пн. ш. 32.1992472° сх. д.). Була демонтована в 2001 році.

## Історія проекту
В СРСР працювали над системою раннього попередження про ракетний напад для своїх балістичних ракет системи в 1960-х роках, але більшість систем були прямої видимості, які були корисні для рейду аналізу і перехоплення. Жодна з цих систем не мала потенціалу для забезпечення раннього попередження про запуск, що дало б обороні більше часу для вивчення способу атаки і створення плану відповіді. У той час радянська супутникова мережа системи раннього попередження не була добре розвинена, і були сумніви в її здатності працювати у ворожому середовищі, включаючи анти-супутники противника. Загоризонтні радіолокаційні станції, розташовані в СРСР, мали ліквідувати ці проблеми, і роботи над такою системою почалися наприкінці 1960-х.
Перша експериментальна система, Дуга-Н (47°02′28.33″ пн. ш. 32°11′57.29″ сх. д. / 47.0412028° пн. ш. 32.1992472° сх. д.), була розроблена під керівництвом Головного конструктора НДІ ДАР Ф. А. Кузьміна, й побудована за межами Миколаєва в Українській РСР, і успішно виявляла пуски ракет з космодрому Байконур на відстані 2500 кілометрів. Станція розпочала роботу 7 листопада 1971. Приймальна антена мала висоту 135 м, ширину 300 м і оснащена 330 вібраторами, розміром близько 15 метрів кожен. Передавальна антена мала ширину 210 метрів і висоту — 85 метрів. Стаціонарний комплекс, крім того, включав 26 передавачів, кожен розміром з двоповерховий будинок, які збиралися Дніпропетровським машинобудівним заводом. Станція забезпечувала охоплення повітряного простору Китаю.
За цим послідував прототип станції Дуга-2, побудований на тому ж майданчику, який був у змозі відслідковувати запуски з Далекого Сходу і підводних човнів у Тихому океані, як ракети долетіли до Нової Землі. Обидва ці радіолокаційні системи були спрямовані на схід і були з досить низьким енергоспоживанням, але за розробленою концепцією перевірених елементів та схем почалася робота над робочою системою. Нові 3 станції системи Дуга мали використовувати передавач і приймач, розділені відстанню близько 60 км.[джерело?]

## Випробування
Перші випробування радара Державною комісією були виконані в 1979 році. В ході випробувань здійснено виявлення стартів балістичних ракет і ракет-носіїв з Східного ракетного полігону США, проведена перевірка адекватності моделей за результатами виявлення попутних пусків балістичних ракет і ракет носіїв США, яка підтвердила правильність обраних модельних уявлень та технічних рішень.
Разом з тим були виявлені і недоліки системи, які полягали у відсутності якісного визначення одиночних цілей і малих груп цілей. Якісна робота ЗГРЛС досягалась тільки для умов масованих ударів балістичних ракет імовірного противника. Наприклад, імовірність визначення одиночних цілей становила 0,1-0,2 і лише групових досягала 0,7. Незважаючи на деякі функціональні обмеження, в 1982 році ЗГЛРС в Чорнобилі-2, згідно з Постановою Уряду (від 31 травня 1982 року), була прийнята в дослідну експлуатацію.

## Конструкція

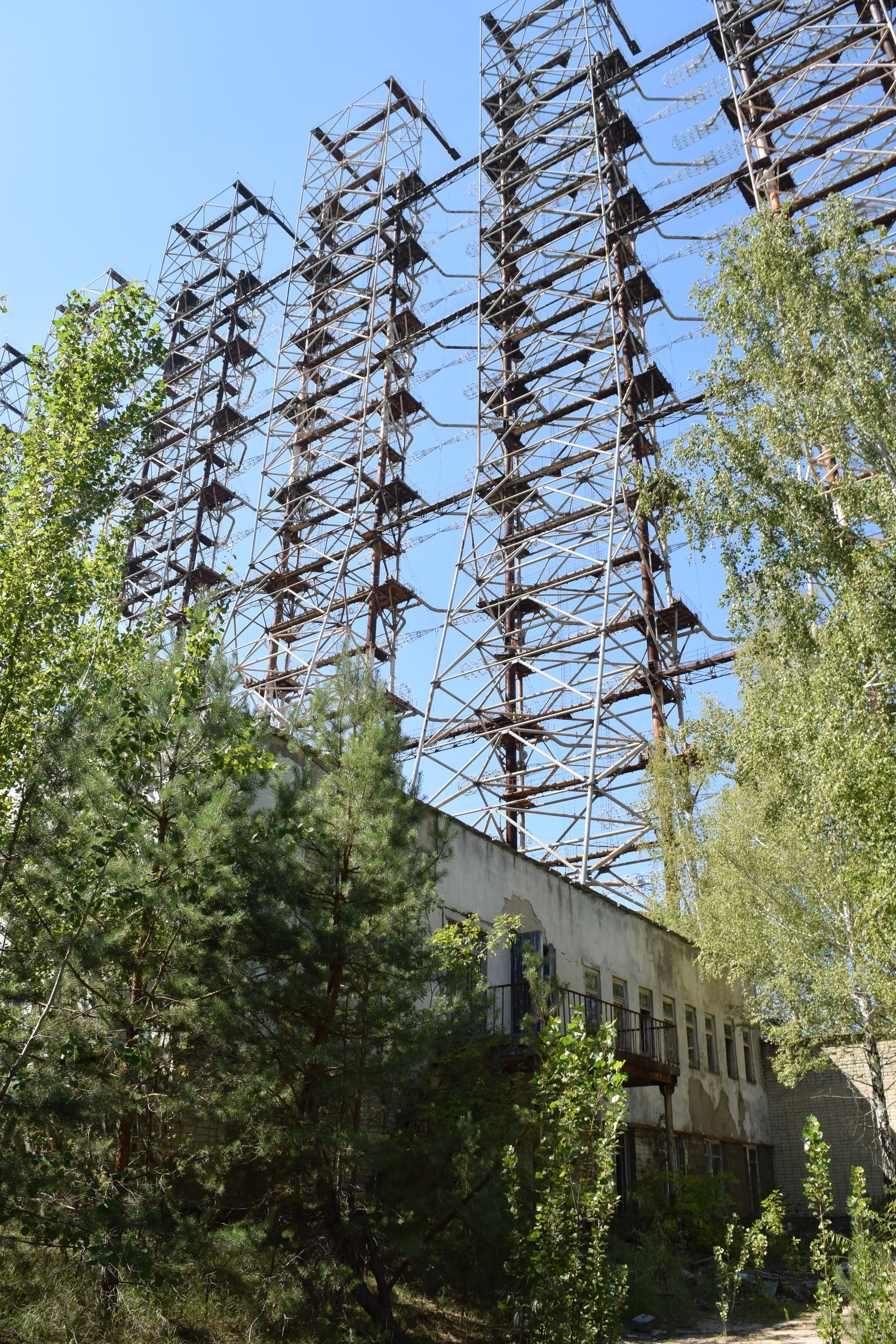
ЗГРЛС Дуга. Об'єкт Чорнобиль-2

Унікальні здібності радара криються в новаторських ідеях конструкторів, які втілились в велетенських розмірах конструкцій щогл та приймаючих антен. Важко говорити про точні геометричні розміри ЗГЛРС. Дані загальнодоступних джерел суперечливі і, ймовірно, не точні. Так висота щогли великої антени становить від 135 до 150 метрів, а довжина від 300 до 500. Другий радар трохи скромніший: близько 250 метрів у довжину і до 100 метрів у висоту. Тому за таких вражаючих уяву розмірах об'єкт видно майже з будь-якого місця Чорнобильської зони відчуження.
Починаючи з 1976 року новий і потужний радіосигнал був виявлений у всьому світі, і швидко був охрещений як «дятел» в радіоаматорів-операторів. Потужність передавачів, за деякими оцінками, досягала 10 МВт ЕІІМ.

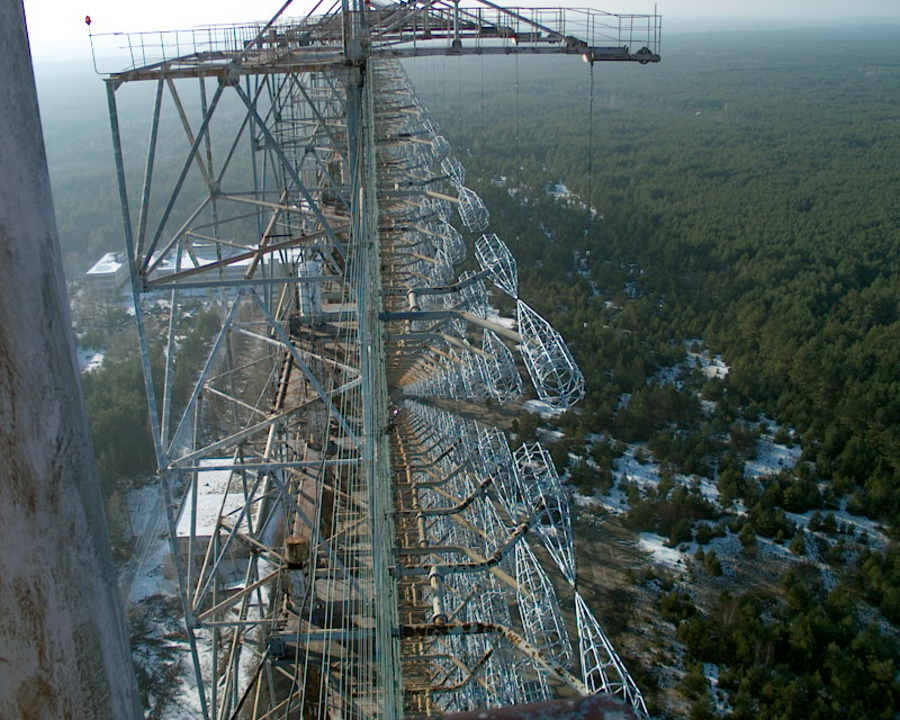
Антени на ЗГРЛС Дуга. Об'єкт Чорнобиль-2

Триангуляція швидко показала, що сигнали прийшли з Української РСР. Відмінності у доповідях, наданих з різних військових джерел призвели до плутанини щодо ймовірних майданчиків, розташованих поблизу Києва, Мінська, Чорнобиля, Гомеля і Чернігова. Всі ці доповіді були з описами їх розміщення, з передавачем всього за декілька кілометрів на південний захід від Чорнобильської АЕС (на південь від Мінська, північний захід від Києва) і приймач приблизно за 50 км на північний схід від Чорнобильської АЕС (на захід від Чернігова, на південь від м. Гомель). Невідомі цивільні спостерігачі НАТО добре інформували про нові установки, які найменували як Стіл Ярд.
За деякими версіями, ЗГРЛС споживала близько 10 мегават (дані, що приводяться американськими дослідниками). Але енергоємність досить перебільшена: ентузіасти виявили на Чорнобилі-2 понижуючу підстанцію 110/10 кВ з двома трансформаторами по 3,6 МВА кожний (потужність вказана на корпусі трансформатора).
Об'єкт «Чорнобиль-2» складався з приймальної та передавальної частин, антени яких були рознесені на 60 км. Передавальний комплекс знаходився на північний схід від розглянутих антен у м. Любеч Чернігівської області.

## Громадянська ідентифікація
Навіть на найраніших порах була підозра, що сигналом було випробування загоризонтної РЛС, і це залишалося найпопулярнішою теорією в ході «холодної війни». Також було винесено ряд інших теорій, у тому числі ідея про завісу перешкод для західних радіопередач, або ж для підводного зв'язку. Теорію перешкод в ефірі розвінчали на ранньому етапі, коли моніторинг і обстеження показали, що радянські станції були настільки ж сильно вражені «дятлом», як і західні.
Чим більше інформації про сигнал ставало доступно, тим очевиднішими ставало джерело радіолокаційних сигналів. Зокрема, визначено, що його сигнал містить чітко визначену структуру в кожному імпульсі, яка була в кінцевому підсумку ідентифікована як 31-розрядна псевдовипадкова бінарна послідовність з бітовою шириною 100 мкс та шириною імпульсу 3,1 мс. Ця послідовність може використовуватися для 100 мкс випромінювача системи посилення імпульсу, даючи роздільну здатність 15 км (10 миль) (відстань світло проходить за 50 мкс). Коли з'явився другий «дятел», розташований в східній частині Росії, й вказував у бік США і охоплював порожні місця в першій моделі системи, цей висновок став неминучим.
У 1988 році Федеральна комісія із зв'язку провела дослідження сигналу «дятла». Аналіз даних показав, що період імпульсу дорівнював близько 90 мс, частотний діапазон від 7 до 19 МГц, пропускна здатність від 0,02 до 0,8 МГц, а характерний час передачі 7 хвилин.
- Сигнал спостерігаються за допомогою трьох повторюваних частот: 10 Гц, 16 Гц і 20 Гц.
- Найпоширеніший показник становив 10 Гц, в той час як 16 Гц і 20 Гц були досить рідкісні.
- Імпульси, що передавав «дятел» мали широку пропускну смугу, близько 40 кГц.

## Зникнення і сучасний стан
Починаючи з кінця 1980-х Федеральне агентство зі зв'язку (FCC) публікувало дослідження сигналу, про те, що вони ставали менш частими, а в 1989 році і зовсім зникли. Хоча причини можливого закриття станції Дуга не були оголошені, швидше за все зміни стратегічного балансу були пов'язані із закінченням «холодної війни» наприкінці 1980-х років. Ще одним чинником успіху УС-КС раннього попередження стали супутники, які увійшли в експериментальну експлуатацію на початку 1980-х, і до того часу виросли в повноцінну мережу. Супутникова система забезпечує безпосереднє, пряме і дуже безпечне попередження, в той час як будь-які радіолокаційні системи можуть отримувати перешкоди. Також ефективність системи ЗРЛС сильно залежить від атмосферних умов.
Установка в Комсомольську-на-Амурі була знята з бойового чергування в листопаді 1989 року, а її устаткування було згодом утилізоване. ЗГРЛС Дуга знаходиться в межах 30-кілометрової зони відчуження навколо Чорнобильської АЕС. Її подальше утримання не фігурувало в переговорах між Росією і Україною через активність системи раннього попередження про ракетний напад «Дністер-М» в Мукачеві та в Севастополі. Антена досі стоїть, проте, вже абсолютно не придатна для експлуатації, особливо після аварії на ЧАЕС.
За даними деяких джерел вартість капіталовкладень в будівництво біля Чорнобиля становила від 500 млн до 1,5 мільярдів доларів США.[джерело?] Для порівняння — це вдвічі дорожче, ніж будівництво Чорнобильської АЕС.
21 квітня 2021 р. Кабінет Міністрів України вніс радіолокаційну станцію до державного реєстру нерухомих пам'яток України.

## У культурі
- У квітні 2012 року українські бейс-джампери вп'ятьох вперше здійснили стрибок зі станції[2]
- В 2015 р. фільм «Російський дятел» (Chad Gracia, 2015) отримав приз великого журі за найкращу іноземну документальну стрічку на фестивалі Санденс[3][4].
- У відеогрі S.T.A.L.K.E.R. 2: Серце Чорнобиля станція відіграє важливу роль у грі. По сюжету гри, на «Дугу» прибуває відроджений Моноліт і його лідер Фауст хоче використати станцію, для зомбування усіх сталкерів в Зоні. Також, один з героїв гри, доктор Далін зазначає, що вона допомагає у роботі зв'язку та КПК сталкерів у Зоні.